# OggConvert
OggConvert是自由開源的Vorbis轉碼軟體，支援各種格式的數位音訊與影片檔案，以及Theora、VP8與Dirac影片格式。它支援Ogg、Matroska與WebM輸出格式。開發人員只有一名作者，是以Linux為主，還有翻譯社群人員支援。
名義上它是GNOME工具軟體，但它的運作是依靠GStreamer的Python bindings封裝與GTK+函式庫，這樣才可以在多個桌面環境執行。從作者頁面可以下載封裝檔案，支援Ubuntu、Fedora Linux、Debian與Windows。

## 註解
1. ↑  崔斯坦·布林多（英語：Tristan Brindle）

## 外部連結
- 官方网站（页面存档备份，存于）（英文）